# Stubbe- och röjselrättshemman
Stubbe- och röjselrättshemman var i Skandinavien en typ av hemman på kronojord med obrukade marker. Denna typ av hemman förekom särskilt i kronans skogar i Bergslagen och på vidsträckta enskilda hemman i finska Lappmarken. Innehavaren fick bruka hemmanet, uppföra byggnader för eget bruk, avverka skog och bedriva svedjebruk, så länge det var lagligt.   
Stubbe- och rörjselrätt ansågs vid mitten av 1800-talet vara en så kallad sakrätt, vilket innebar att besittningsrätten kunde ärvas. Rätten gällde oavsett om någon tredje part förvärvade äganderätten till fastigheten. Röjselrätt kunde, enligt en lärobok i civilrätt från 1857, överlåtas till en ny innehavare efter anmälan till markens ägare, om denne avstod från sitt rätt att lösa in fastigheten och avtalet registrerades hos landshövdingen. I praktiken blev det från slutet av 1700-talet ofta svårt för innehavare att hävda sin i flera generationer nedärvda stubbe- och röjselrätt för gårdar som upptagits redan på 1500- eller 1600-talet. Den skriftliga dokumentation av hur rättigheten uppkommit och sedan överlåtits i flera led var ofta oklar, omständlig eller i någon del förkommen. Oäkta barn hade exempelvis ingen arvsrätt vid den här tiden. Markägare kunde anföra flera skäl för att röjselrätt eller stubbrätt inte längre var gällande och att den som påstod sig ha stubb- eller röjselrätt bara var en arrendator som hade en icke överlåtningsbar nyttjanderätt till gård och skog med skyldighet att till exempel leverera en viss mängd träkol och utföra ett visst antal dagsverken. Den som hävdade innehav stubbrätt eller röjselrätt hade därför stor bevisbörda.
Den som är innehavare av besittningsrätten till fastighet under stadgad åborätt, vilket alltså är rätten att leva på och bruka en annans mark, anses numer inneha fastigheten med full äganderätt. Så sent som 2014 avgjordes en tvist om åborätt, där Högsta förvaltningsdomstolen avslog Starbo bruks anspråk på en fastighet som innehavaren och dennes förfäder brukat med åborätt i 14 generationer.